# Gornje Leviće
Gornje Leviće (en serbe cyrillique : Горње Левиће) est un village de Serbie situé dans la municipalité de Brus, district de Rasina. Au recensement de 2011, il comptait 91 habitants.

## Démographie
| 1948 | 1953 | 1961 | 1971 | 1981 | 1991 | 2002 | 2011 |
| ---- | ---- | ---- | ---- | ---- | ---- | ---- | ---- |
| 465  | 525  | 539  | 447  | 320  | 209  | 138  | 91   |

|  |